# Котласский электромеханический завод
АО «КЭМЗ» — российская компания, входящая в состав холдинга «Авиационное оборудование». Полное наименование — АО «Котласский электромеханический завод». Завод расположен в городе Котлас Архангельской области. Единственное промышленное предприятие расположенное в черте города Котласа.

## История
Компания основана в 1970 году.

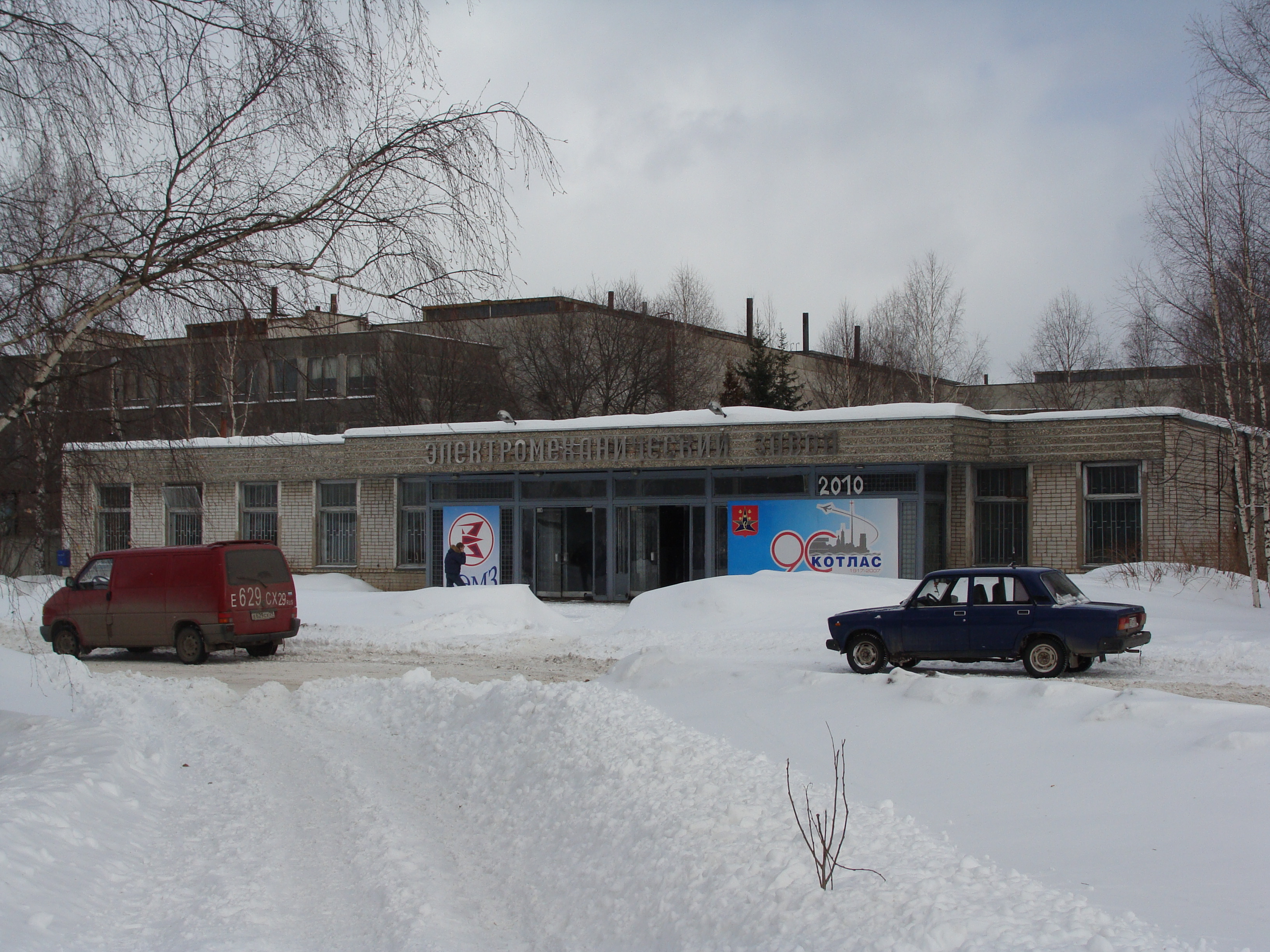
Проходная

Первый камень в основание завода был заложен в 1968 году. Завод был спроектирован в расчете на то, что численность сотрудников будет около 7000. Максимальная численность сотрудников за все время существования КЭМЗ составила 4500 человек в 1984 году. В 2013 году на предприятии трудилось 550 человек.
Основная деятельность завода до 1992 года — серийное изготовление неснаряженных твердотопливных ракетных двигателей (РДТТ). С 1992 года КЭМЗ освоил производство специальных металлопластиковых баллонов высокого давления различных модификаций в цилиндрическом и шарообразном исполнении для различных газов.
В 2010 году ГУП «КЭМЗ» было преобразовано в открытое акционерное общество. 100 % акций завода поступили в собственность государственной корпорации «Ростехнологии». ОАО «КЭМЗ» вошло в ОАО «Авиационное оборудование» — структурное подразделение ГК «Ростех».

## Собственники и руководство
- Владелец компании — холдинг «Авиационное оборудование»
- Генеральный директор АО «КЭМЗ» — Климов Андрей Юрьевич